# Engelhardt-Palais

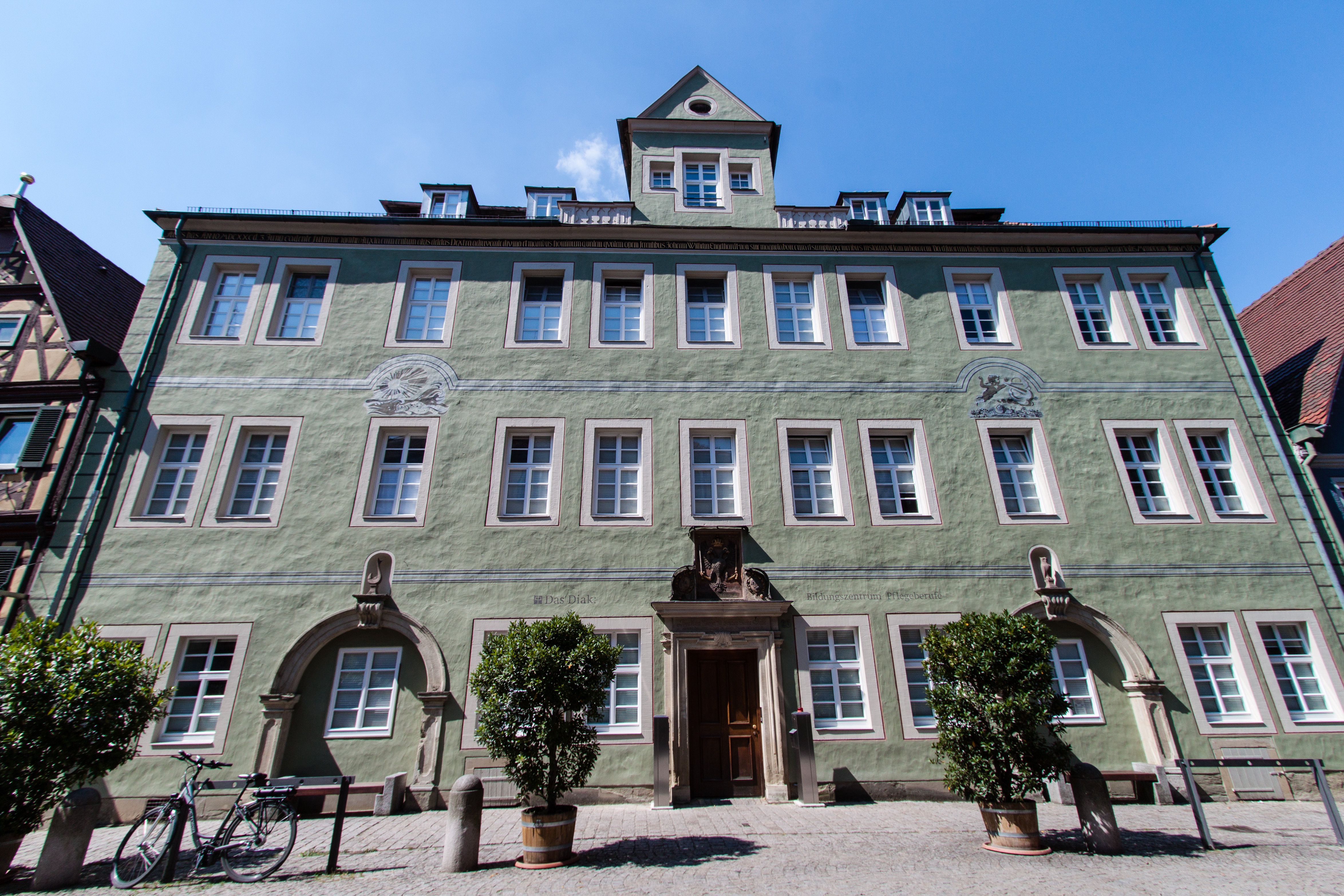
Engelhardt-Palais in Schwäbisch Hall

Das Engelhardt-Palais ist ein denkmalgeschütztes Gebäude in der Gelbinger Gasse 25 in Schwäbisch Hall.

## Geschichte
Das Wohnhaus wurde 1705 im Auftrag des Ratsherrn Johann Wilhelm Engelhardt (1653–1711) erbaut. 1728 mietet das Hospital zum Heiligen Geist das gesamte Gebäude für drei Jahre, da das Hospitalgebäude am Spitalbach bei einem Brand zerstört wurde. In den folgenden Jahrzehnten wechselte das Haus häufig den Besitzer, bis es 1834 an den Konditor und Kaufmann Christian Friedrich Bär verkauft wurde. Dieser schenkte das Haus seiner Tochter Marie als Mitgift für ihre Eheschließung mit dem Kaufmann Peter David Pabst. Bis in das 20. Jahrhundert war das Haus dann im Besitz der Erben.
1920 erwarben die Gebrüder Naphtali (genannt Norbert) und Isaak Heumann das Gebäude. Im Erdgeschoss residierte ihre Zigarrenfabrik, die Wohnungen im ersten und zweiten Obergeschoss waren vermietet. Ab 1928 lebte Isaak Heumann auch in dem Haus. Nach dem Tod Naphtali Heumanns führte sein Bruder das Geschäft allein weiter. Aufgrund ihrer jüdischen Abstammung mussten Isaak Heumann, seine Frau und die Schwägerin aber vor dem NS-Terror in die Vereinigten Staaten fliehen. Die Zigarrenfabrik verkaufte Heumann im April 1937 für 2.000 Reichsmark an seinen Vorarbeiter Jakob Reichling, das Haus 1939 für 40 000 Reichsmark an die Stadt Schwäbisch Hall, die es 1940 an die Hospitalstiftung übertrug. Im Anschluss wurden die Mietwohnungen im ersten und zweiten Stock geräumt, um Platz für die Mütterschule der Nationalsozialistischen Volkswohlfahrt zu schaffen. Außerdem waren Ende 1940 der Stab des Infanterieregiments 76 und die Leitung des weiblichen Reichsarbeitsdiensts der Region im Haus untergebracht. Im Erdgeschoss residierte weiterhin die Zigarrenfabrik, die im folgenden Jahr ihren Namen ändern musste, da „arisierte“ Betriebe nicht mehr die Namen der jüdischen Vorbesitzer tragen durften. Am 16. Dezember 1941 kündigte die Stadt das Mietverhältnis mit der Zigarrenfabrik, da die Räume für eine städtische Hauswirtschaftsschule genutzt werden sollten und die Mütterschule der NS-Volkswohlfahrt wie geplant einziehen sollte. Diese konnte am 1. März 1942 die umgebauten Räume im ersten Stock des Hauses beziehen.
Das Wohnhaus gelangte in der Zeit nach 1945 als ehemaliger jüdischer Besitz unter Treuhandverwaltung. Familie Heumann trat dabei an die „Jewish Restitution Successor Organization“ in New York ihre Entschädigungsansprüche ab, welche im Jahre 1950 im Rahmen eines außergerichtlichen Rückerstattungsvergleichs von der Hospitalstiftung 8 000 DM erhielt. In anderen juristischen Verfahren (bis 1965) wurden Isaak und Arthur Heumann zusätzliche Schadensersatzzahlungen für berufliche Einbußen und die aufgezwungene Emigration zugesprochen.
Mit dem Ende des Zweiten Weltkriegs wurde die „Haushaltungs- und Frauenarbeitsschule mit Hauswirtschaftlicher Berufsschule“ alleinige Nutzerin des Gebäudes und blieb bis zum Umzug in ein Berufsschulzentrum auf der Tullauer Höhe im Jahr 1976. 1980 wurde das Haus nach umfangreichen Umbau- und Sanierungsarbeiten an die Musikschule der Stadt übergeben. 2011 zog die Musikschule dann in das „Haus der Bildung“ im Kocherquartier hinter dem Gebäude. Nachdem ein Verkauf des Gebäudes scheiterte und das Haus leer stand, beschlossen Stadt und Hospitalstiftung, die Krankenpflege- und Kinderkrankenpflege des Diakonie-Klinikums Schwäbisch Hall im Gebäude einzuquartieren. Das Haus wurde für 540 000 Euro unter Leitung des ortsansässigen Architekten Hansjörg Stein umgebaut, renoviert und im Juni 2014 an die Krankenpflegeschule übergeben.

## Architektur
Auffälligste Merkmale des barocken Stadtpalais’ mit Mansardwalmdach sind das aufwendig gestaltete Portal mit kaiserlichem Doppeladler und Inschrift (bez. 1705) und die beiden Rundtorgewände mit kleinen Figurennischen. Die Front des Hauses wird von einem breiten Mittelgiebel beherrscht und durch 11 unregelmäßige Fensterachsen gegliedert. Die Innenräume sind geprägt von den hohen, aufwendig gestalteten Stuckdecken, die teilweise bemalt sind.